# Hekatomno
Hekatomno (grč. Ἑκατόμνος; Hecatomnus) je bio satrap Karije u službi Perzijskog Carstva od 391. do 377. pr. Kr., te osnivač dinastije Hekatomnida.
Hekatomno je bio sin Hisaldoma, lokalnog vladara grada Milasa u Kariji. Godine 392. ili 391. pr. Kr. perzijski vladar Artakserkso II. imenovao ga je satrapom Karije (jugozapadna Mala Azija) i naredio mu da okupi vojsku. Nakon što je izvršio tu naredbu priključio se snagama Autofradata iz Lidije, nakon čega su krenuli u pohod protiv Evagore, kralja ciparske Salamine koji se pobunio protiv vladavine Perzijskog Carstva. Pomorski pohod završio je početnim neuspjehom, a postojale su i glasine kako je Hekatomno ponudio neprijatelju financijsku pomoć.
Artakserkso II. ipak nije kaznio taj neposluh, pa je Hekatomno ostao na mjestu satrapa. Kasnije je čak i nagrađen upravljanjem Miletom, najvećim grčkim gradom u Maloj Aziji. Imao je tri sina; Mauzola, Idrieja i Piksodara, te dvije kćeri; Artemiziju II. i Adu, koje su se udale za vlastitu braću. Hekatomno je vladao sve do svoje smrti oko 377. pr. Kr. (Izokrat spominje kako je još bio živ 380. pr. Kr.), kada ga je nasljedio sin Mauzol, a njegova dinastija Hekatomnida vladala je Karijom idućih pola stoljeća.

## Poveznice
- Artakserkso II.
- Autofradat
- Mauzol

| Prethodnik:                      | Satrap Karije (391. - 377. pr. Kr.) | Nasljednik:                  |
| Struta (Karija kao okrug Lidije) | Satrap Karije (391. - 377. pr. Kr.) | Mauzol (377. - 353. pr. Kr.) |

## Vanjske poveznice
- Hekatomno (Livius.org, Jona Lendering)  Arhivirana inačica izvorne stranice od 6. prosinca 2008. (Wayback Machine)
- Hekatomno (Hecatomnus), AncientLibrary.com